# Nanda (herceg)

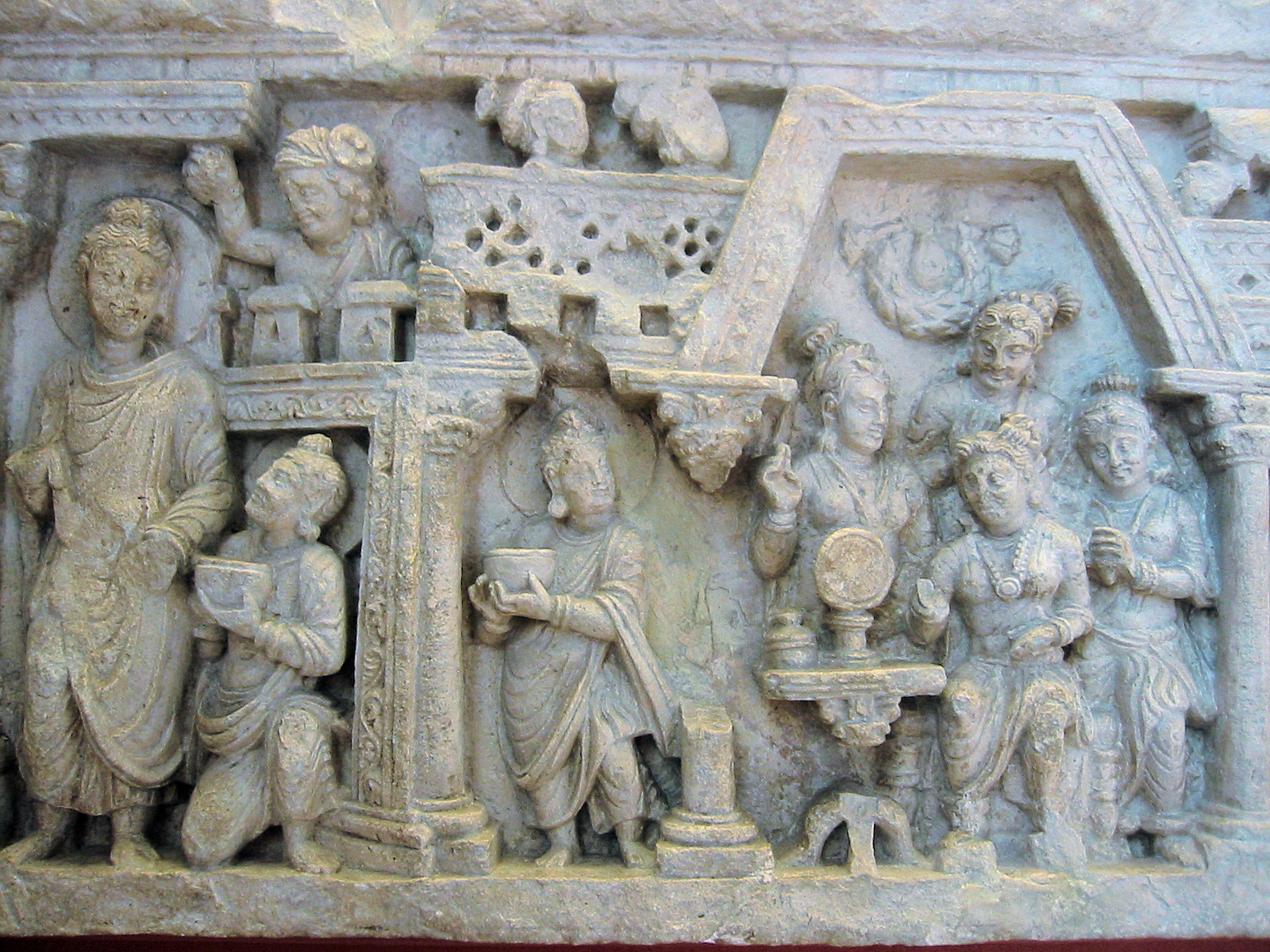
Nanda, Buddha csábítására elhagyja a menyasszonyát és belép szerzetesnek.

Nanda herceg Gautama Sziddhártha, a történelmi Buddha féltestvére volt. Közös apjuk volt Suddhódana király személyében, azonban az ő édesanyja Mahá Padzsápatí Gótamí volt, Buddha anyjának húga.

## Élete
Buddha a megvilágosodását követő hetedik évben tért vissza szülőföldjére Kapilavasztuba. A visszatérést követő harmadik napon étkezés közben a Buddha csöndben átnyújtotta étkező edényét Nandának, felkelt és elsétált. Nanda azt gondolván, hogy az edényre Buddhának még szüksége lesz, követte őt a Nigrodha parkba, ahol a Buddha megszállt. Pedig a tál átadása volt a Buddha részéről a dharma tanítás csöndes bemutatása. Ezt a jelenetet gyakran ábrázolják a grékó-buddhista művészetben.
Amikor a parkba értek a Buddha megkérdezte Nandát, hogy szeretne-e szerzetes lenni. Annak ellenére, hogy Nanda épp aznap vette feleségül a gyönyörű Dzsanapada Kaljánit, beállt növendéknek a szerzetesek közösségébe.
Nanda végül mégsem tudta élvezni a spirituális boldogságot. Egyfolytában ifjú hitvesére gondolt és szomorú volt. Miután Buddha ezt meghallotta, elvitte Nandát a Tavatimsza mennyországba (más néven Trajasztrimsza). Útközben Nanda látott egy lány majmot, amely elveszítette füleit, orrát és farkát egy tűzben és egy elszenesedett fatuskón lógott. Amikor a mennybe értek Nanda gyönyörű égi nimfákat látott és a Buddha megkérdezte tőle, hogy melyiket tartja szebbnek, a nimfákat vagy a feleségét. Nanda ekkor a feleségét már a lány majomhoz hasonlította. Buddha biztatta Anandát, hogy ne csüggedjen, mert ő megígéri neki a nimfák társaságát, hogyha kitart a szent élet mellett. Ezen felbuzdulva Nanda onnantól szorgalmasan gyakorolt. Később azonban a többi szerzetes megtudta Nanda vágyát és kicsúfolták érte. Ennek hatására Nanda végül feladta minden vágyát és elérte az arhatságot.
A Theragatha versgyűjteményben van egy költemény, amelyet Nandának tulajdonítanak. A költeményben megköszöni Buddhának, hogy elérhette az arhat szintet.